# Rolf Wenkhaus
Rolf Wenkhaus (né le 9 septembre 1917 à Berlin et mort le 31 janvier 1942  en Irlande) est un acteur allemand.

## Biographie
Fils de l'acteur Kurt Wenkhaus, Rolf Wenkhaus est surtout connu pour son interprétation du rôle-titre d'Émile et les Détectives d'après le roman éponyme d'Erich Kästner.
En 1933, il apparaît dans S.A.-Mann Brand, est un des premiers films de propagande du Troisième Reich dans le rôle d'Erich Lohner, un membre de la Jeunesse hitlérienne qui, à la fin du film, se sacrifie pour sauver un camarade.
Il a joué dans trois films au total puis est mort comme soldat durant la Seconde Guerre mondiale. Rolf Wenkhaus appartenait à l'équipage d'un Focke-Wulf Fw 200 Condor, un bombardier quadrimoteur spécialisé dans le bombardement de navires de transport.  Son avion (code d'identification F8 MH 0093) a été touché le 31 janvier 1942, non loin de la côte de Bloody Foreland dans le comté de Donegal, en Irlande par le navire HMS Genista, un corvette Flower class.

## Filmographie
- 1931 : Émile et les Détectives : Emil Tischbein
- 1932 : Strich durch die Rechnung
- 1933 : S.A.-Mann Brand : Erich Lohner